# Trượt tuyết băng đồng tại Thế vận hội Mùa đông 2018
Trượt tuyết băng đồng tại Thế vận hội Mùa đông 2018 được tổ chức tại Alpensia Cross-Country Centre ở Pyeongchang, Hàn Quốc từ 10 tới 25 tháng 2 năm 2018.

## Vòng loại
Có tối đa 310 suất dành cho các vận động viên tranh tài tại đại hội. Một quốc gia có tối đa 20 người, tối đa 12 nam và tối đa 12 nữ. Có hai tiêu chuẩn xét loại: A và B.

## Lịch thi đấu
Dưới đây là lịch thi đấu của 12 nội dung.
Giờ thi đấu là giờ địa phương.
| Ngày       | Thời gian | Nội dung                                    |
| ---------- | --------- | ------------------------------------------- |
| 10 tháng 2 | 16:15     | Phối hợp nữ                                 |
| 11 tháng 2 | 15:15     | Phối hợp nam                                |
| 13 tháng 2 | 17:30     | Vòng loại nước rút cá nhân cổ điển nam & nữ |
| 13 tháng 2 | 20:00     | Chung kết nước rút cá nhân cổ điển nam & nữ |
| 15 tháng 2 | 15:30     | 10 km tự do nữ                              |
| 16 tháng 2 | 15:00     | 15 km tự do nam                             |
| 17 tháng 2 | 18:30     | 4 x 5 km tiếp sức nữ                        |
| 18 tháng 2 | 15:15     | 4 x 10 km tiếp sức nam                      |
| 21 tháng 2 | 17:00     | Nước rút đồng đội tự do nữ                  |
| 21 tháng 2 | 19:00     | Nước rút đồng đội tự do nam                 |
| 24 tháng 2 | 14:00     | 50 km xuất phát đồng hàng cổ điển nam       |
| 25 tháng 2 | 15:15     | 30 km xuất phát đồng hàng cổ điển nữ        |

## Huy chương

### Bảng tổng sắp
| Hạng               | Đoàn                               | Vàng | Bạc | Đồng | Tổng số |
| ------------------ | ---------------------------------- | ---- | --- | ---- | ------- |
| 1                  | Na Uy (NOR)                        | 7    | 4   | 3    | 14      |
| 2                  | Thụy Điển (SWE)                    | 2    | 3   | 1    | 6       |
| 3                  | Phần Lan (FIN)                     | 1    | 1   | 2    | 4       |
| 4                  | Hoa Kỳ (USA)                       | 1    | 0   | 0    | 1       |
| 4                  | Thụy Sĩ (SUI)                      | 1    | 0   | 0    | 1       |
| 6                  | Vận động viên Olympic từ Nga (OAR) | 0    | 3   | 5    | 8       |
| 7                  | Ý (ITA)                            | 0    | 1   | 0    | 1       |
| 8                  | Pháp (FRA)                         | 0    | 0   | 2    | 2       |
| Tổng số (8 đơn vị) | Tổng số (8 đơn vị)                 | 12   | 12  | 13   | 37      |

### Nội dung của nam
| Nội dung                | Vàng                                                                                                  | Vàng      | Bạc | Bạc       | Đồng                                                                                        | Đồng      |
| ----------------------- | --- | --------- | --- | --------- | ------------------------------------------------------------------------------------------- | --------- |
| 15 km tự do             | Dario Cologna · Thụy Sĩ                                                                               | 33:43.9   | Simen Hegstad Krüger · Na Uy                                                                                  | 34:02.2   | Denis Spitsov · Vận động viên Olympic từ Nga                                                | 34:06.9   |
| 30 km skiathlon         | Simen Hegstad Krüger · Na Uy                                                                          | 1:16:20.0 | Martin Johnsrud Sundby · Na Uy                                                                                | 1:16:28.0 | Hans Christer Holund · Na Uy                                                                | 1:16:29.9 |
| 50 km cổ điển           | Iivo Niskanen · Phần Lan                                                                              | 2:08:22.1 | Aleksandr Bolshunov · Vận động viên Olympic từ Nga                                                            | 2:08:40.8 | Andrey Larkov · Vận động viên Olympic từ Nga                                                | 2:10:59.6 |
| 4 × 10 km tiếp sức      | Na Uy (NOR) · Didrik Tønseth · Martin Johnsrud Sundby · Simen Hegstad Krüger · Johannes Høsflot Klæbo | 1:33:04.9 | Vận động viên Olympic từ Nga (OAR) · Andrey Larkov · Aleksandr Bolshunov · Aleksey Chervotkin · Denis Spitsov | 1:33:14.3 | Pháp (FRA) · Jean-Marc Gaillard · Maurice Manificat · Clément Parisse · Adrien Backscheider | 1:33:41.8 |
| Nước rút cổ điển        | Johannes Høsflot Klæbo · Na Uy                                                                        | 3:05.75   | Federico Pellegrino · Ý                                                                                       | 3:07.09   | Aleksandr Bolshunov · Vận động viên Olympic từ Nga                                          | 3:07.11   |
| Nước rút đồng đội tự do | Na Uy (NOR) · Martin Johnsrud Sundby · Johannes Høsflot Klæbo                                         | 15:56.26  | Vận động viên Olympic từ Nga (OAR) · Denis Spitsov · Aleksandr Bolshunov                                      | 15:57.97  | Pháp (FRA) · Maurice Manificat · Richard Jouve                                              | 15:58.28  |

### Nội dung của nữ
| Nội dung                | Vàng                                                                                                | Vàng      | Bạc                                                                            | Bạc       | Đồng | Đồng      |
| ----------------------- | --------------------------------------------------------------------------------------------------- | --------- | ------------------------------------------------------------------------------ | --------- | --- | --------- |
| 10 km tự do             | Ragnhild Haga · Na Uy                                                                               | 25:00.5   | Charlotte Kalla · Thụy Điển                                                    | 25:20.8   | Marit Bjørgen · Na UyKrista Pärmäkoski · Phần Lan                                                                | 25:32.4   |
| 15 km skiathlon         | Charlotte Kalla · Thụy Điển                                                                         | 40:44.9   | Marit Bjørgen · Na Uy                                                          | 40:52.7   | Krista Pärmäkoski · Phần Lan                                                                                     | 40:55.0   |
| 30 km cổ điển           | Marit Bjørgen · Na Uy                                                                               | 1:22:17.6 | Krista Pärmäkoski · Phần Lan                                                   | 1:24:07.1 | Stina Nilsson · Thụy Điển                                                                                        | 1:24:16.5 |
| 4 × 5 km tiếp sức       | Na Uy (NOR) · Ingvild Flugstad Østberg · Astrid Uhrenholdt Jacobsen · Ragnhild Haga · Marit Bjørgen | 51:24.3   | Thụy Điển (SWE) · Anna Haag · Charlotte Kalla · Ebba Andersson · Stina Nilsson | 51:26.3   | Vận động viên Olympic từ Nga (OAR) · Natalia Nepryaeva · Yulia Belorukova · Anastasia Sedova · Anna Nechaevskaya | 52:07.6   |
| Nước rút cổ điển        | Stina Nilsson · Thụy Điển                                                                           | 3:03.84   | Maiken Caspersen Falla · Na Uy                                                 | 3:06.87   | Yulia Belorukova · Vận động viên Olympic từ Nga                                                                  | 3:07.21   |
| Nước rút đồng đội tự do | Hoa Kỳ (USA) · Kikkan Randall · Jessica Diggins                                                     | 15:56.47  | Thụy Điển (SWE) · Charlotte Kalla · Stina Nilsson                              | 15:56.66  | Na Uy (NOR) · Marit Bjørgen · Maiken Caspersen Falla                                                             | 15:59.44  |

## Quốc gia tham dự
Có 313 vận động viên từ 65 nước dự kiến tham dự (số vận động viên ở trong ngoặc).
- Andorra (1)
- Argentina (2)
- Armenia (2)
- Úc (6)
- Áo (7)
- Belarus (9)
- Bỉ (1)
- Bermuda (1)
- Bolivia (1)
- Bosna và Hercegovina (2)
- Brasil (2)
- Bulgaria (3)
- Canada (11)
- Chile (2)
- Trung Quốc (4)
- Colombia (1)
- Croatia (4)
- Cộng hòa Séc (10)
- Đan Mạch (1)
- Ecuador (1)
- Estonia (7)
- Phần Lan (19)
- Pháp (13)
- Đức (16)
- Anh Quốc (4)
- Hy Lạp (2)
- Hungary (2)
- Iceland (3)
- Ấn Độ (1)
- Iran (2)
- Ireland (1)
- Ý (15)
- Nhật Bản (2)
- Kazakhstan (7)
- Kyrgyzstan (1)
- Latvia (3)
- Liban (1)
- Liechtenstein (1)
- Litva (3)
- Macedonia (2)
- México (1)
- Moldova (1)
- Mông Cổ (2)
- Montenegro (1)
- Maroc (1)
- CHDCND Triều Tiên (3)
- Na Uy (20)
- Vận động viên Olympic từ Nga (12)
- Pakistan (1)
- Ba Lan (7)
- Bồ Đào Nha (1)
- România (3)
- Serbia (1)
- Slovakia (5)
- Slovenia (8)
- Hàn Quốc (4)
- Tây Ban Nha (2)
- Thụy Điển (20)
- Thụy Sĩ (13)
- Thái Lan (2)
- Togo (1)
- Tonga (1)
- Thổ Nhĩ Kỳ (3)
- Ukraina (4)
- Hoa Kỳ (20)